# Селеста Голм
Селеста Голм (англ. Celeste Holm; 29 квітня 1917 — 15 липня 2012) — американська акторка телебачення, театру та кіно, співачка та активістка ЮНІСЕФ. Володарка премії «Оскар» у 1947 році, та «Золотий глобус». 
За свою довгу кар'єру Селеста Голм неодноразово відзначалася преміями і нагородами. У 1968 вона отримала премію Сари Сіддонс за великі досягнення в театрах Чикаго, Рональд Рейган призначив її однією з членів Національної ради мистецтв, король Норвегії Олаф V увів її в лицарський ранг, а в 1992 вона була включена в Американський театральний хол слави. Акторка до кінця життя залишалася активною учасницею ЮНІСЕФ.

## Біографія
Селеста Голм народилася 29 квітня 1917 в Нью-Йорку, дитинство провела в селі Лонг-Веллі в Нью-Джерсі. Її мати, Джин Парк, була художницею, а батько, норвежець Теодор Голм, страховим агентом. 

### Кар'єра
Акторську майстерність вона вивчала в університеті Чикаго, а театральну кар'єру розпочала в кінці 1930-х, після розлучення з Ральфон Нельсоном, з яким мала сина Теда.
Першу велику роль виконала в постановці «Гамлет», з Леслі Говардом у головній ролі, а незабаром їй запропонували роль Едо Енні в знаменитому бродвейському мюзиклі «Оклахома!». У 1946 Голм підписала контракт з кінокомпанією «20th Century Fox», і вже два роки по тому виграла «Оскар» і «Золотий глобус» за найкращу жіночу роль другого плану у фільмі «Джентльменська угода». Після своєї знаменитої ролі Карен Річардс у фільмі «Все про Єву» (1950).
Починаючи з кінця 1950-х Голм багато працювала на телебаченні, знімалася в телесеріалах і була ведучою кількох шоу. Вона з'явилася в таких серіалах як «Доктор Кілдер», «Правосуддя Берка», «Вулиці Сан Франциско», «Приватний детектив Магнум», «Дотик ангела», «Третя зміна» і багатьох інших. На великому екрані акторка з'являлася у фільмах «Том Сойєр» (1973) і «Троє чоловіків і немовля» (1987). У 1983 вона виступила в Лондоні в мюзиклі «Леді в темряві».

## Особисте життя
Від першого чоловіка, з яким розлучилася в 1938, Селеста Голм народила сина Теда Нельсона. У 1940 одружилася з Френсісом Е. Девісом, прийнявши католицизм. В тому ж році вони розлучилися.
З 1946 по 1952 була одружена з Скайлером Даннінгом, народила сина Деніела. У 1968 Голм одружилася з актором Веслі Еббі. Зіграла з ним сімейну пару у фільмі «Любити». Дітей не було, шлюб тривав до смерті чоловіка в 1996.
29 квітня 2004, в свій 87 день народження, Селеста Голм пошлюбила оперного співака Френка Беза, якого зустріла в жовтні 1999 на зборі коштів. Невдовзі після одруження пара подала до суду, щоб скасувати безповоротний довірчий договір, створений у 2002 році Деніелом Даннінгом, молодшим сином Голм. Траст був нібито створений для захисту фінансових активів Голм від податків, хоча Беза стверджував, що справжня мета трасту полягала в тому, щоб утримати його від її грошей. Позов розпочав п’ятирічну боротьбу, яка коштувала мільйони доларів і, згідно зі статтею в The New York Times, залишила Голм та її чоловіку «крихкий контроль» над їхньою квартирою, яку Голм придбала за 10 000 доларів готівкою в 1953 році за свої доходи від фільмів, які в 2011 році вважалися щонайменше 10 000 000 доларів США.
Вранці 15 липня 2012 Селеста Голм була доставлена в «St. Luke's-Roosevelt Hospital Center» зі зневодненням. Кілька годин по тому 95-річна акторка померла в цьому госпіталі від серцевого нападу.

## Фільмографія
1. 1946: «Три дівчини в блакитному» / Three Little Girls in Blue — Міріам Гаррінгтон
2. 1947: «Карнавал в Коста-Риці» / Carnival in Costa Rica — Селеста
3. 1947: «Джентльменська угода» / Gentleman's Agreement — Енн Деттрі
4. 1948: «Зміїна яма» / The Snake Pit — Грейс
5. 1948: «Придорожній заклад» / Road House — Сузі Сміт
6. 1949: «Курка по неділях» / Chicken Every Sunday — Емілі Гефферен
7. 1949: «Приходь на стайню» / Come to the Stable — Сестра Шолестіка
8. 1949: «Все займаються цим» / Everybody Does It — Доріс Борланд
9. 1949: «Лист трьом дружинам» / A Letter to Three Wives — Едді Росс (голос)
10. 1950: «Шампанське для Цезаря» / Champagne for Caesar — Флейм О'Ніл
11. 1950: «Все про Єву» / All About Eve — Карен Річардс
12. 1955: «Ніжна пастка» / The Tender Trap- Сільвія Крюз
13. 1956: «Вище товариство» / High Society — Ліз Імбрі
14. 1956: «Керолайн» / Carolyn (ТБ) — Керолайн Деніелс
15. 1957: «Єменської варти» / The Yeomen of the Guard (ТБ) — Фібі Меріл
16. 1962: «Холостяцкая квартира» / Bachelor Flat — Гелен Бушмілл
17. 1965: «Попелюшка» / Cinderella (ТБ) — Добра фея
18. 1966: «Зустрінь мене в Сент-Луїсі» / Meet Me in St. Louis (ТБ) — Пані Сміт
19. 1967: «Доктор, Ви напевно жартуєте» / Doctor, You've Got to Be Kidding! — Луїза Галлорен
20. 1967: «Коза Ностра, головний ворог ФБР» / Cosa Nostra, Arch Enemy of the FBI (ТБ) — Фло Клементі
21. 1960: «Неспокійна, солодка земля» / Swing Out, Sweet Land (ТБ) — Ненсі Лінкольн
22. 1973: «Том Сойєр» / Tom Sawyer — Тітка Поллі
23. 1974: «Смертельний круїз» / Death Cruise (ТБ) — Елізабет Масон
24. 1976: «Капітани і королі» / Captains and the Kings (міні-серіал) — сестра Анджела
25. 1976: «Американська жінка: портрети хоробрості» / The American Woman: Portraits of Courage (ТБ) — Елізабет Стентон
26. 1976: «Гірка і солодка любов» / Bittersweet Love — Маріан
27. 1977: «Приватні файли Джона Едгара Гувера» / The Private Files of J. Edgar Hoover — Флоренс Голлістер
28. 1979: «Чорна сходи в Білому домі» / Backstairs at the White House (міні-серіал) — Флоренс Гардінг
29. 1981: «Опівнічний шнурок» / Midnight Lace (ТБ) — Сільвія Рендалл
30. 1987: «Троє чоловіків і немовля» — / Three Men and a Baby — Місіс Голден
31. 1997: «Все ще дихаючи» / Still Breathing — Іда
32. 2005: «Алхімія почуттів» / Alchemy — Айріс

## Нагороди
- 1948 — Премія «Оскар» — найкраща жіноча роль другого плану, за фільм «Джентльменська угода»
- 1948 — Премія «Золотий глобус» — найкраща акторка другого плану, за фільм «Джентльменська угода»